# Estádio Julio Humberto Grondona
O Estádio Julio Humberto Grondona, também conhecido como El Viaducto ("O Viaduto"), é um estádio multiuso localizado em Sarandí, cidade da Província de Buenos Aires, na Argentina. A praça esportiva, usada principalmente para o futebol, pertencente ao Arsenal Fútbol Club, foi inaugurada em 22 de agosto de 1964 e tem capacidade aproximada para 16 000 espectadores.

## História

### Construção
A construção do primeiro estádio do Arsenal começou em 11 de outubro de 1962 e durou quase dois anos. Sua capacidade era de 5900 espectadores. Desde sua inauguração e até o início dos anos 2000, as arquibancadas do estádio eram de tábuas de madeira.

### Inauguração
A primeira partida oficial do clube de Sarandí em seu estádio aconteceu em 22 de agosto de 1964, com uma vitória por 2–0 sobre o Almirante Brown de Isidro Casanova. Finalmente a inauguração oficial aconteceu em 12 de outubro de 1964 em um amistoso contra o Banfield, vencido pelos donos da casa por 2–1.

### Novo estádio
Em 18 de maio de 2002, depois de um empate por 1–1 contra o Gimnasia de Concepción del Uruguay, o Arsenal foi promovido à Primera División do Campeonato Argentino de Futebol. A promoção à elite do futebol argentino levou o clube à remodelar totalmente o estádio. Em 28 de julho de 2002, o Arsenal estreou na primeira divisão, mas durante duas temporadas teve mandar seus jogos em estádios alheios: o primeiro ano no estádio do Lanús, e depois no estádio do Racing.
Após dois anos de construção, em 7 de agosto de 2004, o Arsenal inaugurou seu novo estádio, com todas as arquibancadas construídas em cimento. Na semana seguinte, em 10 de agosto de 2004, o Arsenal joga a primeira partida oficial no renovado cenário, em partida válida pela Copa Sul-Americana de 2004 contra o Banfield, naquela que foi a estreia do Arsenal em competições internacionais.

### Origem do nome
Seu nome oficial faz referência a um dos fundadores e presidente do clube por quase 20 anos, Julio Humberto Grondona (1931–2014), que também, a partir de 1979 e ao longo de 35 anos (1979–2014), presidiu a Associação do Futebol Argentino – AFA; (em castelhano Asociación del Fútbol Argentino). Desde sua inauguração e até o início dos anos 2000, as arquibancadas do estádio eram de tábuas de madeira.
O estádio do Arsenal também é popularmente conhecido como "El Viaducto", em referência ao viaduto ferroviário que atravessa a Avenida Mitre, e onde está localizada a Estação de Sarandí da Ferrovia Roca. O novo estádio também é conhecido como "Nuevo Viaducto".